# スプリングフィールドM1812
スプリングフィールドM1812（英:Springfield Model 1812 Musket）は、スプリングフィールド造兵廠で製造された.69口径のフリントロック式マスケット銃。

## 概要
1812年の米英戦争では、前モデルであるスプリングフィールドM1795の多くの欠点が判明した。M1812はデザインと製造プロセス双方の改良を目指したものである。デザインはフランスのシャルルヴィル・マスケット・モデル1777を参考にしたものであった。M1812は米英戦争には間に合わなかったが、その後に軍および民兵における標準小銃となった。
M1812はスプリングフィールド兵器廠で生産され、ハーパーズ・フェリー兵器廠では1818年までM1795の生産が続けられた。
M1812は1816年にスプリングフィールドM1816で置き換えられたが、M1812自体はその後も長期間使用され続け、南北戦争においても主として南軍で使用された。南北戦争勃発時にはM1812は既に旧式化していたが、兵器不足を補うために使用されたのである。
一部のM1812は、後にパーカッションロック式（雷管式）に改造された。雷管式はオリジナルのM1812に使われたフリントロック式に比べて、信頼性が高く悪天候にも強かった。

## 参考資料
- Carl P. Russell: Guns on the Early Frontiers: From Colonial Times to the Years of the Western Fur Trade (Dover Military History, Weapons, Armor), Dover Publications (March 24, 2005), ISBN 978-0486436814 (original hard cover in 1980)
- Charles Edward Chapel: Guns of the Old West, Coward-McCann; 1st edition (1961), ASIN: B0006AX4 (Reprint by Courier Dover Publications, 2002)
- Albert A. Nofi: A Civil War Treasury, Da Capo Press, (May 21, 1992) ISBN 978-0938289128